# Pasquale Bocciardo

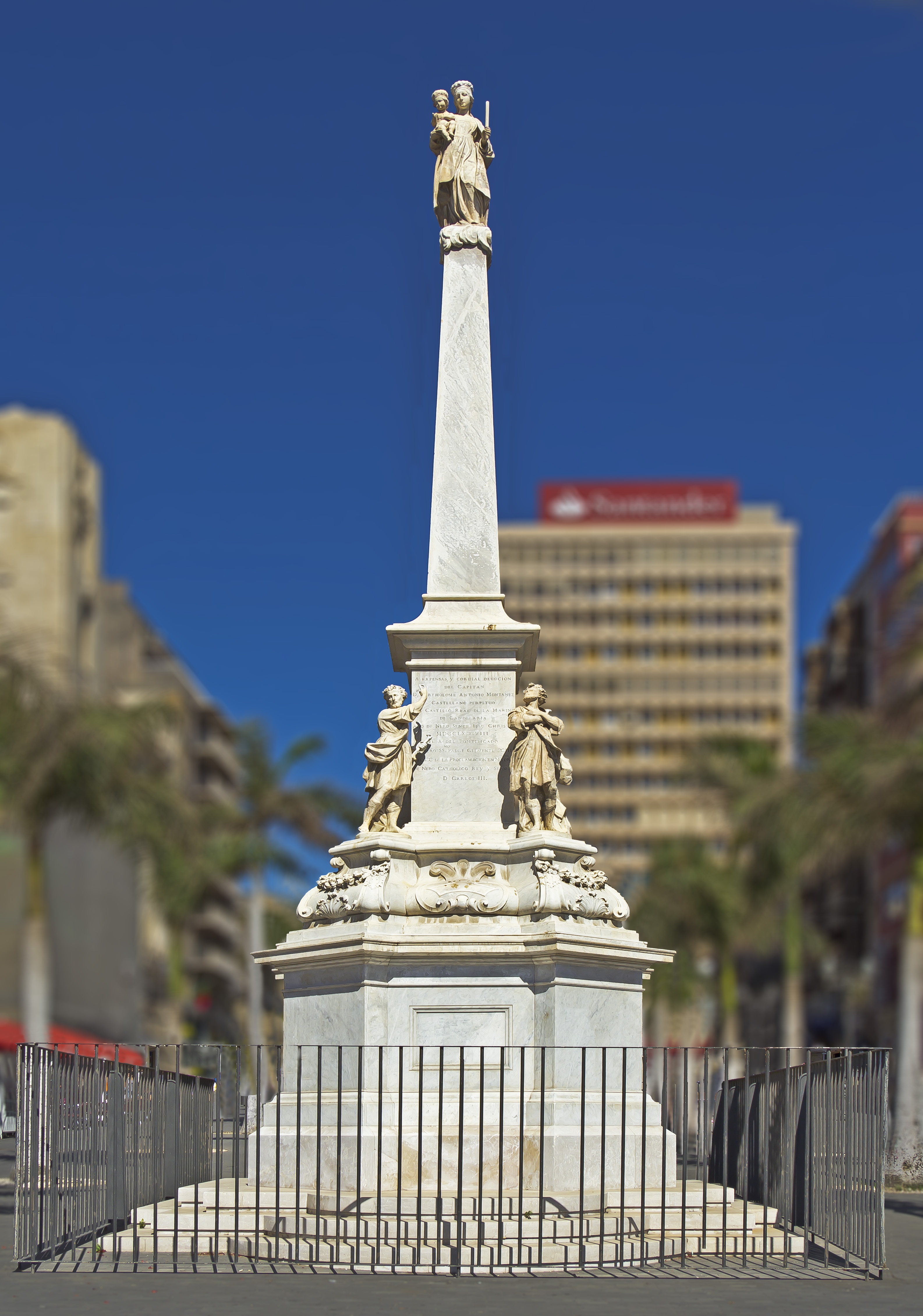
Monumento del Triunfo de la Candelaria, situado en Santa Cruz de Tenerife (España). Una de las obras más destacadas de Pasquale Bocciardo.

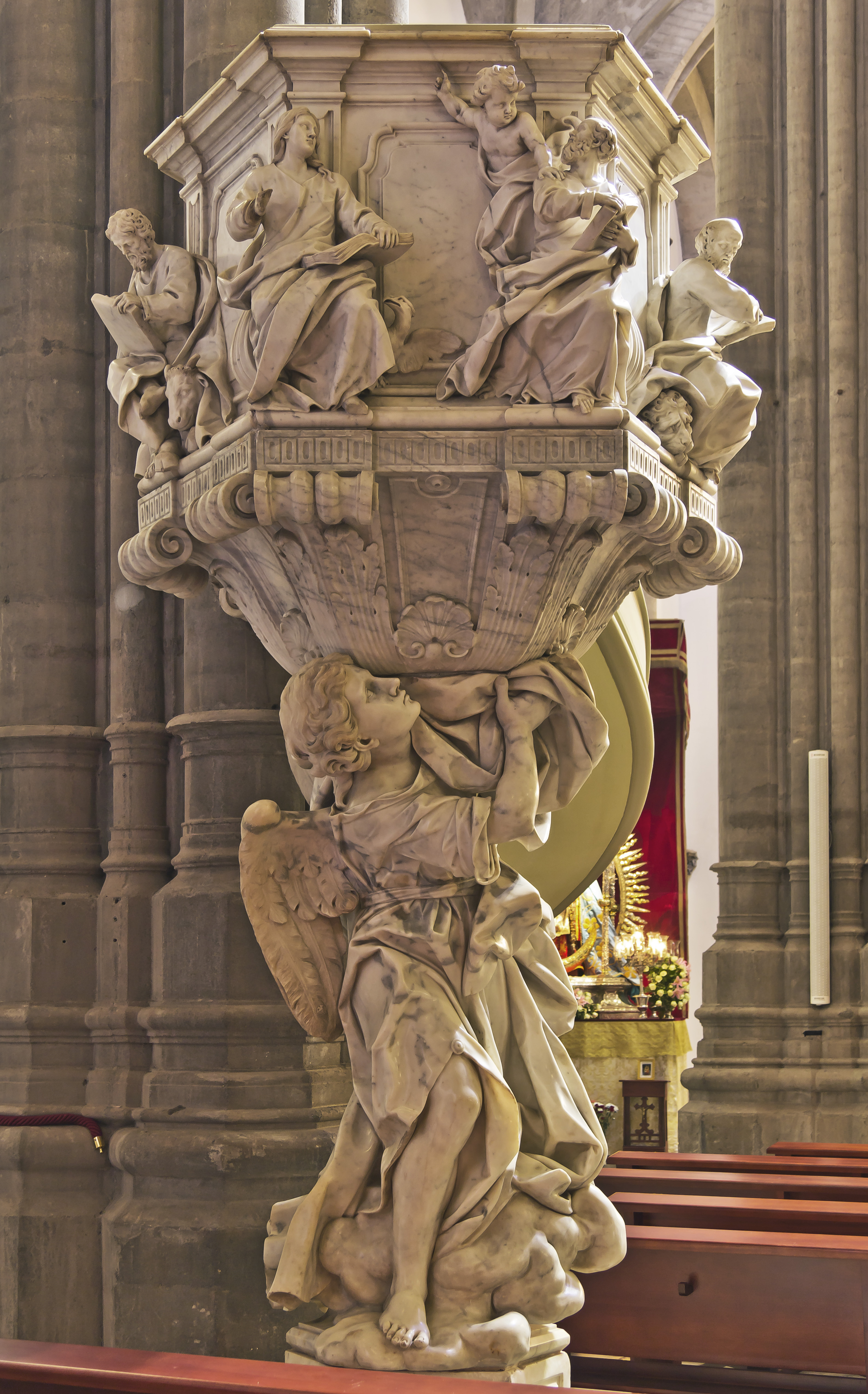
Púlpito de la Catedral de San Cristóbal de La Laguna (Tenerife), considerado la mejor obra marmólea de las Islas Canarias.

Pasquale Bocciardo (Génova 1719 - 1790) fue un escultor italiano.

## Biografía
Hijo de Andrea, escultor que se mantuvo prácticamente desconocido, fue probablemente el nieto de Sebastiano, el artista que en 1666 diseñó el Arco triunfal de la emperatriz en Finale Ligure. Junto con su hermano Domenico, cuatro años mayor, estuvo en el taller de Domenico Caprile en 1731. Más tarde se convirtió en el único alumno de Giacomo Antonio Ponsonelli, mientras trabajaba en la capital de Liguria. Bocciardo se afianzó en la zona local desempeñando un papel importante en el entorno de la entonces naciente Academia de Bellas Artes de Liguria .De hecho, se convirtió en académico de mérito desde el año de su fundación en 1751, y en 1763 obtuvo la cátedra de escultura, que había sido ocupada hasta ese año por Francesco Maria Schiaffino. Su obra artística forma parte de la atmósfera del neoclasicismo del siglo XVIII de influencia romana aprobada por la Academia de Bellas Artes.

## Obra
Las obras de Pasquale Bocciardo están dispersas principalmente en gran multitud de iglesias y palacios de Génova y la Riviera. Hay, sin embargo, incluso en lugares remotos, pero frecuentados por genoveses, como Tenerife (Islas Canarias), Cuenca, Coímbra y Lisboa.
Bocciardo estuvo activo en los últimos años de la quinta década del siglo XVIII. Es suyo un busto-retrato de Gio. Francesco II Brignole Sale, patricio genovés entre 1736 y 1740 que ordenó las nuevas obras para el Palacio Rosso en la Strade Nuove de Génova, y que encargó la obra cuando se convirtió en Duque (1746-1748 ). El busto sigue estando expuesto en el Palacio Rosso, ahora alberga un importante museo. Poco después, en 1749 trabajó en la parroquia de Bogliasco.
El artista esculpió el altar del Rosario en 1761 en Santa María de la Castagna en Quarto al Mare (hoy Quarto dei Mille, ciudad colindante a la Grande Genova en 1926). Poco después trabajó en el altar de Santiago (la iglesia parroquial de Santiago en Pontedecimo, otro suburbio de Génova), en 1763, a continuación, se realizó en la misma una gran reestructuración. Análoga modificación tuvo su intervención en la capilla de la Inmaculada de la iglesia de San Siro en Nervi.
Para la Basílica de San Blas en Finalborgo, Bocciardo esculpió un majestuoso púlpito en estilo barroco (1765) en mármol, que representa la visión de Ezequiel. No se debe confundir aquí con la obra de Domenico Bocciardo, hermano de Pasquale y que en esta misma iglesia, construyó el grupo de mármol con el Bautismo de Cristo y que se encuentra en la nave izquierda (1798), y el altar mayor con su hermosa balaustrada (1799).
Bocciardo creó obras importantes en el extranjero, incluso antes de la muerte de Francesco Maria Schiaffino, que hasta 1765 fue el escultor más famoso de Génova. En Portugal, creada entre 1755 y 1758 el altar del ábside de la iglesia del Seminario Mayor de Coímbra y en 1768 el altar mayor de la iglesia de San Luis de Francia en Lisboa. También en 1768 en España en el Triunfo de la Candelaria, un monumento de 11 metros de altura, de mármol de Carrara, erigido en la Plaza de la Candelaria en Santa Cruz de Tenerife, conocido también como Obelisco de la Candelaria. A partir de entonces también para la isla de Tenerife, realizó el púlpito tallado de Nuestra Señora de los Remedios, en la catedral de La Laguna. En la catedral de Cuenca, realizó las estatuas del retablo del altar mayor.